# Zapora Kriebstein

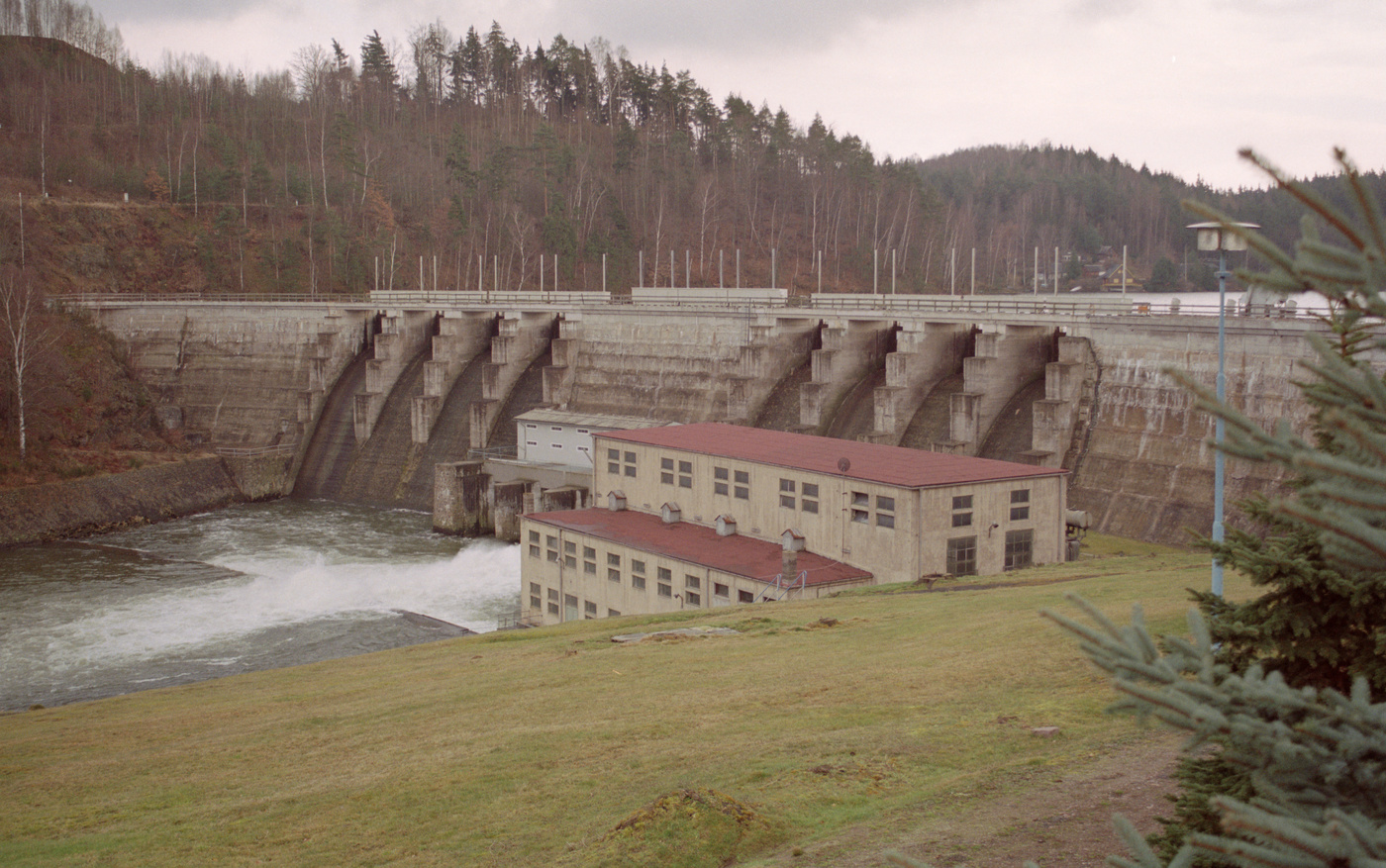
Zapora Kriebstein

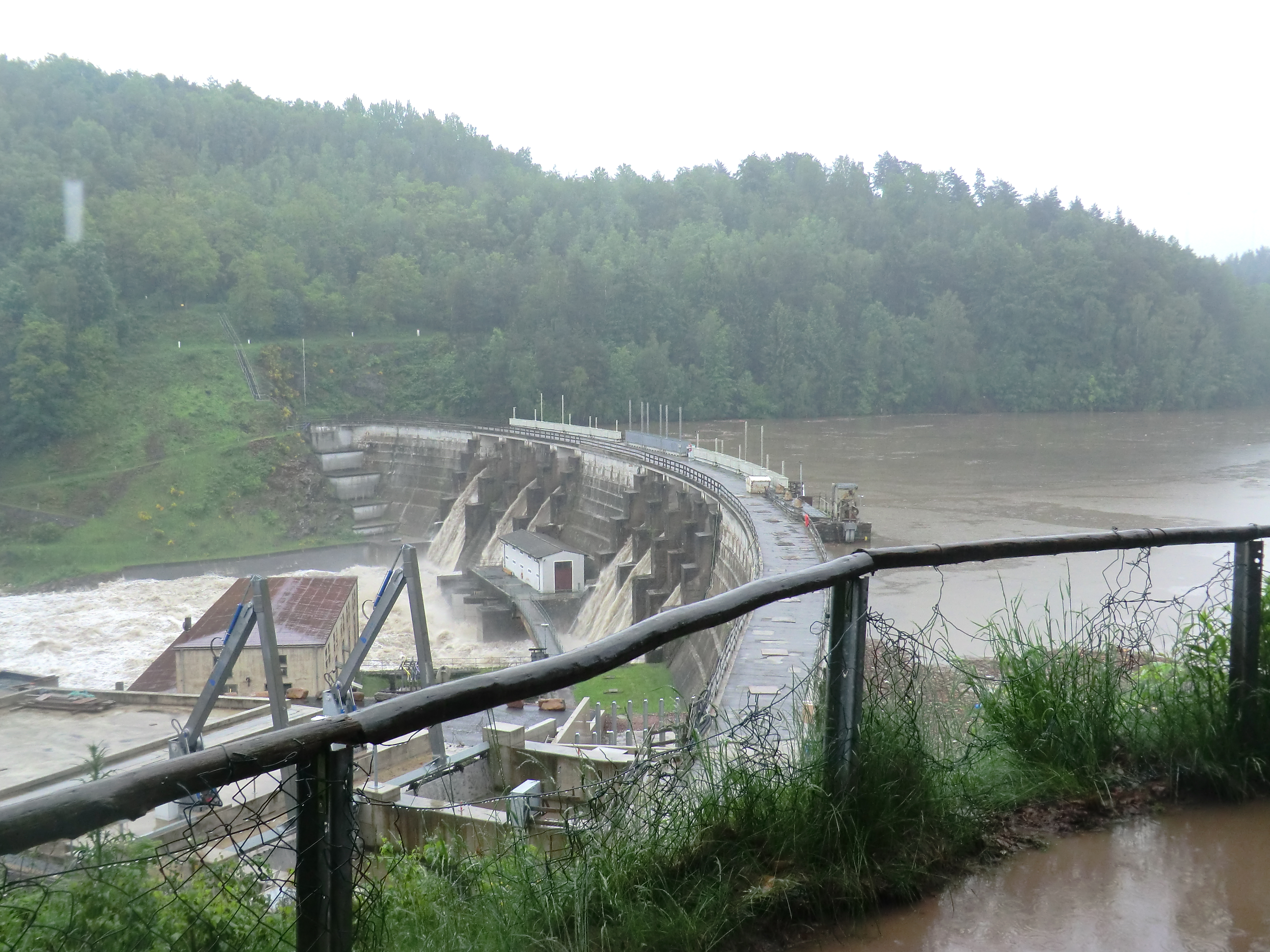
Zapora w czasie powodzi w 2013 r.

Zapora Kriebstein – zapora wodna na rzece Zschopau w Saksonii w Niemczech.
Zapora znajduje się na północnym przedpolu Rudaw, ok. 25 km na północ od Chemnitz, w dolinie rzeki Zschopau powyżej miasta Waldheim.
Wybudowana została w latach 1926-1929 w okresie tzw. „Złotych lat” Republiki Weimarskiej jako pierwsza z serii planowanych zapór wodnych, mających poprawić bilans wodny i dostarczyć energii elektrycznej. Powyżej zapory powstał sztuczny zbiornik wodny Kriebstein.
Jest to zapora betonowa łukowa, o promieniu krzywizny równym 225 m. Wysokość muru zaporowego do korony wynosi 22,25 m (od dna doliny; wraz z fundamentami 28,25 m), szerokość w koronie 4 m, długość wzdłuż korony 230 m. Objętość budowli wynosi 82 000 m³.
Z obszarem dorzecza 1738 km² i upustami przelewowymi zdolnymi odprowadzić 975 m³ na sekundę zapora Kriebstein jest największą zaporą w całej Saksonii. Ze względu na małą objętość zbiornika jej zdolność retencyjna jest niewielka.
Moc generatorów energii elektrycznej, zainstalowanych w zaporze, wynosi 4,85 MW.